# マルセルブサック賞
マルセルブサック賞クリテリウム・ド・プーリッシュ（マルセルブサックしょう、仏: Marcel Boussac-Critérium des Pouliches）は、フランスの競走である。
フランスにおける唯一の2歳牝馬限定G1競走で、同競馬場の一大イベントである凱旋門賞ウィークエンドのなかで開催されている。
創設時はクリテリウム・デ・プーリッシュ（Critérium des Pouliches）の名称で、1980年にフランスを代表する馬産家だったマルセル・ブサックの名をとって「マルセルブサック賞」に改称した。2010年からは「マルセルブサック賞クリテリウム・ド・プーリッシュ」に改称した。

## 概要
同競走の創設以前は2歳牝馬にとって重要な重賞競走がフランスには存在しておらず、牡馬と同様にグランクリテリウムが大目標とされていた。だが、時が経つにつれ牡馬との対決が避けられることが増えたため、1969年にグランクリテリウムと同じコースで行われる2歳牝馬限定の高額賞金重賞クリテリウム・デ・プーリッシュ（Critérium des Pouliches）が創設された。
その後、1980年3月21日に亡くなったマルセル・ブサックを記念して現競走名へと改称された。ブサックはオーナーブリーダーとして有名であるが、それだけではなく奨励協会（フランスギャロの前身）の前会長でもありフランス競馬の発展に大きく寄与している。
凱旋門賞ウィークエンドの日程に組み込まれた競走のひとつであり、凱旋門賞などが開催される日曜日の第3競走として行われている。創設後に出た2頭のフランス牝馬三冠馬アレフランスとザルカヴァがともに本競走でも優勝しているとはいえ、必ずしも翌年の牝馬クラシックにつながってはいない。同時期に施行されているチェヴァリーパークステークスやフィリーズマイルとの争いに苦しみながらも、ヨーロッパの最優秀2歳牝馬が出現する舞台となっている。

## 歴史
- 1969年 - ロンシャン競馬場で行われる芝1600メートルの2歳牝馬限定重賞、クリテリウム・デ・プーリッシュとして創設。
- 1971年 - グループ制導入に伴いG1に格付け。
- 1980年 - 競走名をマルセルブサック賞に変更。
- 1987年 - コース設定を中回りコースからメイン（大外回り）コースに変更。
- 2004年 - パスカル・バリー調教師と馬主のニアルコス・ファミリーが3連覇。
- 2005年 - 賞金総額が25万ユーロから30万ユーロに増額。
- 2016年・2017年 - シャンティイ競馬場で代替開催。
- 2020年 - 優勝したタイガータナカのジェシカ・マルチアリス騎手はフランス競馬史上初めて平地G1競走を優勝した女性騎手となった。

### 歴代優勝馬
創設から2歳牝馬しか出走していないため、性齢欄は省略する。
| 回数   | 施行日        | 調教国・優勝馬     | 日本語読み                       | タイム  | 優勝騎手         | 管理調教師          | 馬主                                                   |
| ------ | ------------- | ------------------ | -------------------------------- | ------- | ---------------- | ------------------- | ------------------------------------------------------ |
| 第1回  | 1969年10月5日 | Vela               | ヴェラ                           | 1:40.3  | L.ピゴット       | R.カーヴァー Jr.    | S.Sokolov                                              |
| 第2回  | 1970年10月4日 | Two to Paris       | トゥートゥパリス                 | 1:42.1  | J.Desaint        | J.カニントン Jr.    | L.ドハーティ                                           |
| 第3回  | 1971年10月3日 | Dark Baby          | ダークベイビー                   | 1:39.5  | G.ドゥルーズ     | J.ローメン          | M.フルニエ                                             |
| 第4回  | 1972年10月8日 | Allez France       | アレフランス                     | 1:38.0  | Y.サンマルタン   | A.クリムシャ        | D.ウィルデンシュタイン                                 |
| 第5回  | 1973年10月7日 | Hippodamia         | ヒッポダミア                     | 1:43.0  | W.パイヤーズ     | M.ジルベール（en）  | N.ハント                                               |
| 第6回  | 1974年10月6日 | Oak Hill           | オークヒル                       | 1:47.8  | Y.Josse          | G.ブリッジラン      | Madame S.Houyvet                                       |
| 第7回  | 1975年10月5日 | Theia              | テイア                           | 1:44.3  | Y.サンマルタン   | R.トゥフラン        | Baronne S.Lopez-Tarragoya                              |
| 第8回  | 1976年10月3日 | Kamicia            | カミシア                         | 1:49.7  | F.Flachi         | J.Laumain           | Madame H.Rabatel                                       |
| 第9回  | 1977年10月2日 | Tarona             | タローナ                         | 1:41.9  | P.パケ（en）     | F.ブータン（en）    | G.オールダム                                           |
| 第10回 | 1978年10月1日 | Pitasia            | ピタシア                         | 1:48.3  | A.ジベール       | A.Paus              | D.クレイグ（en）                                       |
| 第11回 | 1979年10月7日 | Aryenne            | アリアンヌ                       | 1:41.3  | Y.サンマルタン   | J.フェローズ        | D.G.ヴォルカート                                       |
| 第12回 | 1980年10月5日 | Tropicaro          | トロピカロ                       | 1:43.4  | A.ルクー（en）   | M.ジルベール        | B.コーツ                                               |
| 第13回 | 1981年10月4日 | Play It Safe       | プレイイットセイフ               | 1:46.9  | L.ピゴット       | F.ブータン          | B.ファイアーストン夫人（en）                           |
| 第14回 | 1982年10月3日 | Goodbye Shelley    | グッバイシェリー                 | 1:47.4  | J.ロウ           | S.G.ノートン        | S.ブルック夫人                                         |
| 第15回 | 1983年10月2日 | Almeira            | アルメイラ                       | 1:38.8  | D.ヴィンセント   | J.カニントンJr.     | M.バッチャーニ伯爵夫人                                 |
| 第16回 | 1984年10月7日 | Triptych           | トリプティク                     | 1:46.7  | A.ルクー         | D.スマガ            | A.クロアー                                             |
| 第17回 | 1985年10月6日 | Midway Lady        | ミッドウェイレイディ（en）       | 1:37.9  | L.ピゴット       | B.ハンブリー        | H.Ranier                                               |
| 第18回 | 1986年10月5日 | Miesque            | ミエスク                         | 1:37.5  | F.ヘッド         | F.ブータン          | S.ニアルコス                                           |
| 第19回 | 1987年10月4日 | Ashayer            | アシャイール                     | 1:37.4  | W.カーソン       | J.ダンロップ        | シェイク・ハムダン                                     |
| 第20回 | 1988年10月2日 | Mary Linoa         | メアリーリノア                   | 1:41.2  | A.ルクー         | D.スマガ            | D.スマガ                                               |
| 第21回 | 1989年10月8日 | Salsabil           | サルサビル（en）                 | 1:40.3  | W.カーソン       | J.ダンロップ        | シェイク・ハムダン                                     |
| 第22回 | 1990年10月7日 | Shadayid           | シャダイード（en）               | 1:40.7  | W.カーソン       | J.ダンロップ        | シェイク・ハムダン                                     |
| 第23回 | 1991年10月6日 | Culture Vulture    | カルチャーヴァルチャー（en）     | 1:40.6  | R.クィン（en）   | P.コール（en）      | C.ライト                                               |
| 第24回 | 1992年10月4日 | Gold Splash        | ゴールドスプラッシュ             | 1:44.9  | G.モッセ         | C.ヘッド            | J.ヴェルテメール（en）                                 |
| 第25回 | 1993年10月3日 | Sierra Madre       | シエラマドレ                     | 1:45.4  | G.モッセ         | P.バリー（en）      | J.ブシャール                                           |
| 第26回 | 1994年10月2日 | Macoumba           | マクンバ                         | 1:43.8  | F.ヘッド         | C.ヘッド            | エトレアム牧場                                         |
| 第27回 | 1995年10月1日 | Miss Tahiti        | ミスタヒチ                       | 1:40.2  | O.ペリエ         | A.ファーブル        | D.ウィルデンシュタイン                                 |
| 第28回 | 1996年10月6日 | Ryafan             | ライアファン（en）               | 1:39.8  | L.デットーリ     | J.ゴスデン（en）    | K.アブドゥッラー                                       |
| 第29回 | 1997年10月5日 | Loving Claim       | ラヴィングクレーム               | 1:37.6  | O.ドゥルーズ     | C.ヘッド            | シェイク・マクトゥーム                                 |
| 第30回 | 1998年10月4日 | Juvenia            | ジュヴェニア                     | 1:43.0  | O.ドゥルーズ     | C.ヘッド            | ヴェルテメール兄弟                                     |
| 第31回 | 1999年10月3日 | Lady of Chad       | レディオブチャド                 | 1:44.9  | O.ペリエ         | R.ギブソン          | J.D.マーティン                                         |
| 第32回 | 2000年10月1日 | Amonita            | アモニタ                         | 1:36.3  | T.ジャルネ       | P.バリー            | P.ムーサック夫人                                       |
| 第33回 | 2001年10月7日 | Sulk               | サルク                           | 1:43.0  | L.デットーリ     | J.ゴスデン          | J.ウィガン                                             |
| 第34回 | 2002年10月6日 | Six Perfections    | シックスパーフェクションズ（en） | 1:37.9  | T.テュリエ（en） | P.バリー            | ニアルコス・ファミリー                                 |
| 第35回 | 2003年10月5日 | Denebola           | デネボラ                         | 1:40.9  | C.ルメール       | P.バリー            | ニアルコス・ファミリー                                 |
| 第36回 | 2004年10月3日 | Divine Proportions | ディヴァインプロポーションズ     | 1:36.7  | C.ルメール       | P.バリー            | ニアルコス・ファミリー                                 |
| 第37回 | 2005年10月2日 | Rumplestiltskin    | ランプルスティルトスキン（en）   | 1:37.3  | K.ファロン       | A.オブライエン      | J.マグナー夫人、M.テイバー、ニアルコス・ファミリー     |
| 第38回 | 2006年10月1日 | Finsceal Beo       | フィンシャルベオ                 | 1:34.9  | K.マニング       | J.ボルジャー        | M.ライアン                                             |
| 第39回 | 2007年10月7日 | Zarkava            | ザルカヴァ                       | 1:37.0  | C.スミヨン       | A.ロワイエ=デュプレ | アーガー・ハーン4世                                    |
| 第40回 | 2008年10月5日 | Proportional       | プロポーショナル                 | 1:36.0  | S.パスキエ       | C.ヘッド            | K.アブドゥッラー                                       |
| 第41回 | 2009年10月4日 | Rosanara           | ロサナラ                         | 1:37.2  | C.スミヨン       | A.ロワイエ=デュプレ | アーガー・ハーン4世                                    |
| 第42回 | 2010年10月3日 | Misty for Me       | ミスティフォーミー（en）         | 1:42.5  | J.ムルタ         | A.オブライエン      | M.テイバー、D.スミス、J.マグナー夫人                   |
| 第43回 | 2011年10月2日 | Elusive Kate       | イルーシヴケイト                 | 1:38.1  | W.ビュイック     | J.ゴスデン          | マグノリア・レーシングLLC&R.フッド                     |
| 第44回 | 2012年10月7日 | Silasol            | シラソル                         | 1:44.62 | O.ペリエ         | C.ラフォン=パリアス | ヴェルテメール兄弟                                     |
| 第45回 | 2013年10月6日 | Indonesienne       | アンドネジエンヌ                 | 1:38.74 | F.プラ           | C.フェルラン        | ヴェルテメール兄弟                                     |
| 第46回 | 2014年10月5日 | Found              | ファウンド                       | 1:37.45 | R.ムーア         | A.オブライエン      | M.テイバー、D.スミス、J.マグナー夫人                   |
| 第47回 | 2015年10月4日 | Ballydoyle         | バリードイル                     | 1:35.44 | R.ムーア         | A.オブライエン      | M.テイバー、D.スミス、J.マグナー夫人                   |
| 第48回 | 2016年10月2日 | Wuheida            | ウハイダ                         | 1:35.85 | W.ビュイック     | C.アップルビー      | Godolphin                                              |
| 第49回 | 2017年10月1日 | Wild Illusion      | ワイルドイリュージョン           | 1:37.47 | J.ドイル         | C.アップルビー      | Godolphin                                              |
| 第50回 | 2018年10月7日 | Lily's Candle      | リリーズキャンドル               | 1:38.98 | P-C.ブドー       | F.ヴェルミュラン    | Martin S. Schwartz Racing                              |
| 第51回 | 2019年10月6日 | Albigna            | アルビグナ                       | 1:41.26 | S.フォーリー     | J.ハリントン夫人    | Niarchos Family                                        |
| 第52回 | 2020年10月4日 | Tiger Tanaka       | タイガータナカ                   | 1:43.13 | J.マルチアリス   | C.ロッシ            | Miguel Castro Megias                                   |
| 第53回 | 2021年10月3日 | Zellie             | ゼリー                           | 1:42.67 | O.マーフィー     | A.ファーブル        | Al Wasmiyah Farm                                       |
| 第54回 | 2022年10月2日 | Blue Rose Cen      | ブルーローズセン                 | 1:40.45 | A.ルメートル     | C.ヘッド            | Yeguada Centurion SL                                   |
| 第55回 | 2023年10月1日 | Opera Singer       | オペラシンガー                   | 1:36.40 | R.ムーア         | A.オブライエン      | M.テイバー、D.スミス、J.マグナー夫人、ウェスターバーグ |
| 第56回 | 2024年10月6日 | Vertical Blue      | ヴァーチカルブルー               | 1:38.60 | A.Pouchin        | F.H.Graffard        | Gemini Stud & Argella Racing                           |

### 優勝馬の日本への輸入
1994年のタタソールズ・ディセンバーセールにおいてメアリーリノアが橋本牧場に購入された。その後、アメリカに輸出されたが残された血からヒルノダムールが出ている。
次にレディオブチャドが2000年に春のクラシックで敗北した後、吉田照哉に買い取られた。現役引退後に日本で繁殖牝馬となり、小倉2歳ステークス優勝馬のジュエルオブナイルを産んでいる。吉田照哉はイルーシヴケイトも本競走優勝後の2011年11月に購入し馬主となった。

### 記録
- レースレコード - 1:36.30（2000年優勝馬アモニタ）
- 最多優勝騎手（3勝）
  - レスター・ピゴット（1969年、1981年、1985年）
  - イヴ・サンマルタン（1972年、1975年、1979年）
  - アラン・ルクー（1980年、1984年、1988年）
  - ウィリー・カーソン（1987年、1989年、1990年）
- 最多勝調教師（5勝）
  - パスカル・バリー（1993年、2000年、2002年〜2004年）
  - クリスティアーヌ・ヘッド（1992年、1994年、1997年、1998年、2008年）
- 最多勝馬主（4勝） - ニアルコス・ファミリー[注 3]（2002年〜2005年）